# Francesc Martínez Massó
Francesc Martínez Massó (Barcelona 1909-2002) fou excursionista i dirigent esportiu.
Practicant de l'excursionisme des de molt jove, el 1940 es va fer soci de la Unió Excursionista de Catalunya, la secció de muntanya de la qual va presidir abans de convertir-se en president de l'entitat durant sis anys. En aquesta etapa a la UEC va organitzar secció cartogràfica, va crear la secció d'escalada i es va convertir en el promotor de molts refugis de muntanya. El 1951 havia estat nomenat president de la Comissió de Refugis i Campaments de la delegació catalana de la Federación Española de Montañismo. Va ser president de la Federació Catalana de Muntanyisme entre 1963 i 1977, any en el qual aquesta va recuperar el seu històric nom de Federació d'Entitats Excursionistes de Catalunya després d'aprovar uns nous estatuts i des d'aquest càrrec, va seguir impulsant la construcció de refugis fins a crear-ne una important xarxa en tot el territori català. Sota la seva presidència també va néixer l'any 1966 la revista federativa Vèrtex i dos anys després es va crear la Diada de la Flama de la Llengua Catalana a Montserrat. Després de deixar la presidència de la FEEC es va reincorporar a la junta directiva de la UEC i el 1985 es va convertir en el secretari de la Unió de Federacions Esportives de Catalunya sota la presidència de Joan de la Llera i Trens. Rebé la medalla Forjadors de la Història Esportiva de Catalunya el 1987.